# امره اکبابا

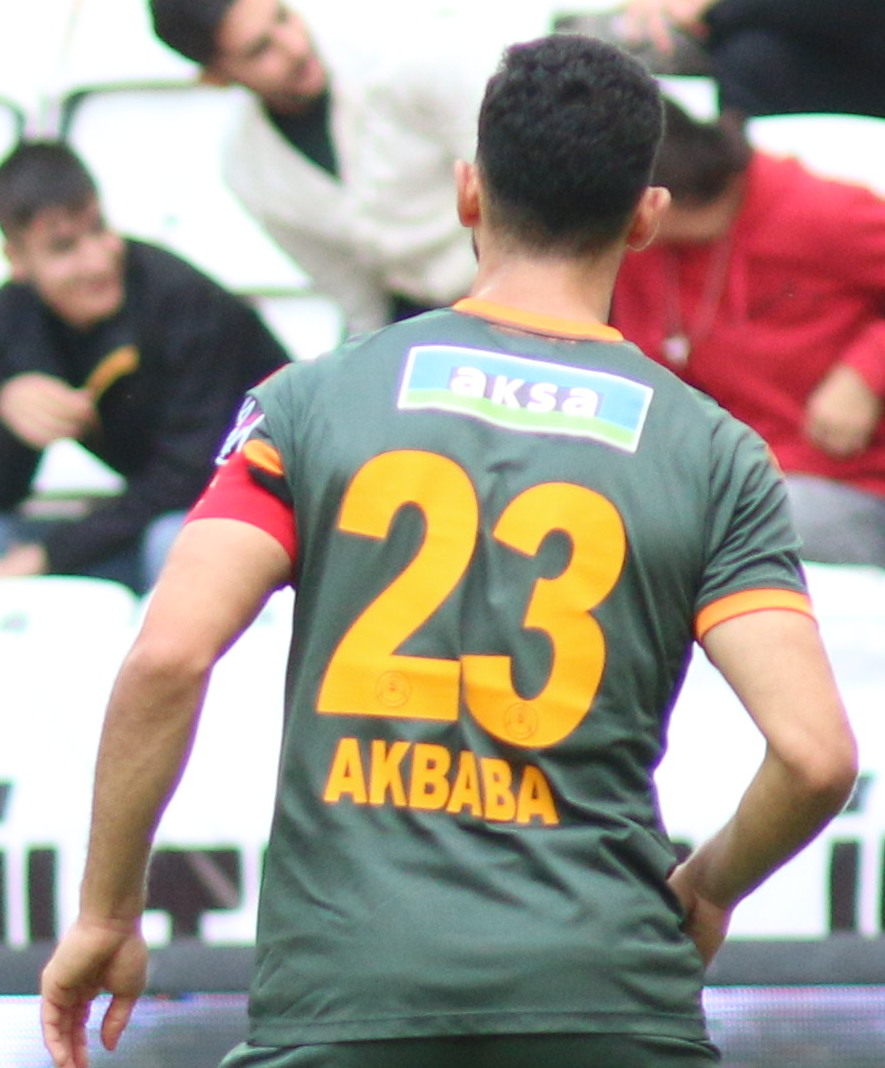
امره اکبابا - ۲۰۲۱

امره اکبابا (انگلیسی: Emre Akbaba؛ زادهٔ ۴ اکتبر ۱۹۹۳) بازیکن فوتبال اهل ترکیه است.
از باشگاه‌هایی که در آن بازی کرده‌است می‌توان به باشگاه فوتبال آنتالیااسپور و باشگاه فوتبال آلانیا اسپور اشاره کرد.
وی همچنین در تیم‌های ملی فوتبال Turkey national football B team و ترکیه بازی کرده‌است.